# 索西族
索西族是居住於墨西哥恰帕斯州中央高地的馬雅人，屬於印地安人，為馬雅文明的直系後裔。現在索西族最大的兩個自治市是 Chamula 和奇納坎坦。

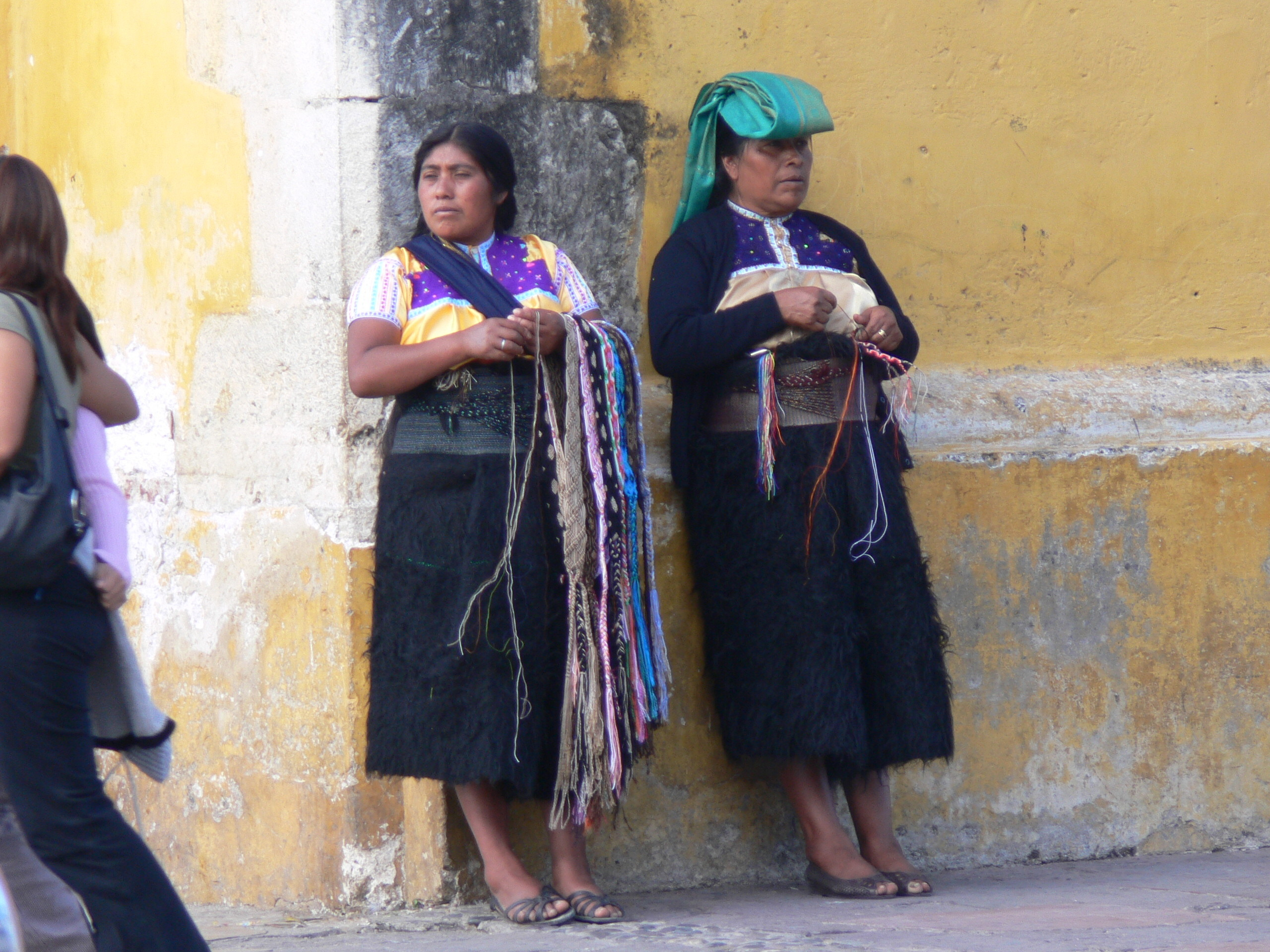

## 文化與經濟
「索西」原意為「毛織民族」（"Tzotzil"，tzotz 在索西語裡是「毛織品」的意思），指出索西人主要以動物的毛編織他們的衣物。然而根據古馬雅語言，tzotzil 也可以翻譯為「蝙蝠的民族」，顯示馬雅人對此民族與該種動物所做的聯想。
數世紀以來，索西人一直被歐洲人剝削，成為當地中央谷地咖啡及甘蔗種植的勞力來源。之後1980年代咖啡價格的暴跌，高地上的居民愈來愈難順利就業。而在出生率及觀光客同時成長的同時，工藝品的販賣也取代了其他的經濟型態，成為索西人的維生方法。索西族通常在鄰近聖克里斯托佛市、Comitán，及 Simojovel 這幾個城市銷售他們的成品。近來，愈來愈多的索西人離開恰帕斯州的高地，移遷到墨西哥其他地區，或選擇非法移民到美國，以逃離維生耕作和微薄的薪水。
現今索西人與其他如白人、麥蒂索人，及西化印地安人之間，仍存在許多種族/文化融合的問題。事實上，查巴丁士游擊隊的成員就多來自於索西族。

## 語言
索西語、澤套語，和喬爾語均可追溯至後古典時期，分佈於現今帕連克及耶朱地蘭等地的原始喬爾語。據西元2002年的統計，現今仍有35萬的索西語使用族群。
索西語使用谓宾主结构。